# 螺旋 (簡單機械)

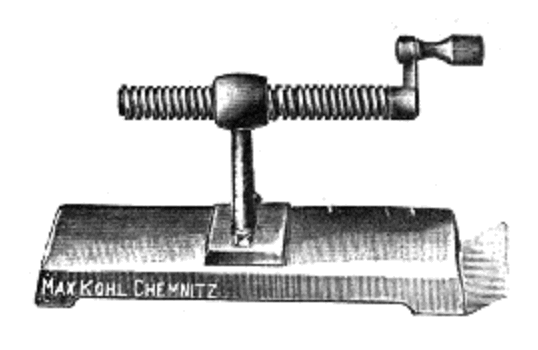
展示螺旋運作機制的這台機械，是由螺桿、螺母、曲柄共同組成，螺母固定不動於座架。當旋轉機械右端的曲柄時，螺桿會順著螺紋做旋轉運動，同時沿著桿軸以直線通過螺母。

粒子呈螺旋運動時的軌道。這粒子繞著中心軸等速旋轉，同時向上方等速平移。這軌道也是螺紋的螺旋線圖案。

螺旋通常是表面具有凹凸不平呈螺旋線型條紋的圓柱體或圓孔體，稱這種圓柱體為「螺桿」、圓孔體為「螺母」、螺旋線型條紋為「螺紋」。螺桿的螺紋稱為「外螺紋」，螺桿分為「外螺紋」與「桿軸」兩部分。螺母的螺紋稱為「內螺紋」。內外螺紋互相匹配的螺母與螺桿共同組成一對「螺旋副」。
螺旋機制能夠將旋轉運動變換為直線運動、將力矩變換為直線力。藉著這傳遞作用力的機制，作用力可以被放大，施加較小的旋轉力（力矩）於桿軸可以變換為較大的軸向力。螺距是兩條鄰近螺紋之間的軸向距離。螺距越小，則機械利益越大，即輸出力與輸入力的比例越大。
設想一組螺旋副，其固定不動的螺母緊套在可移動螺桿的外圍，當扭轉螺桿時，相對於固定不動的螺母，螺桿會順著螺紋做旋轉運動，同時沿著桿軸以直線通過螺母，這整個運動稱為「螺轉運動」。應用螺旋機制，螺桿可以做螺轉運動通過固定不動的螺母。例如，用力扭轉木螺釘可以促使其鑽入木材。逆反過來，螺母可以做螺轉運動通過固定不動的螺桿。

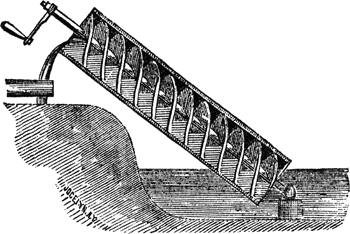
阿基米德式螺旋抽水機。

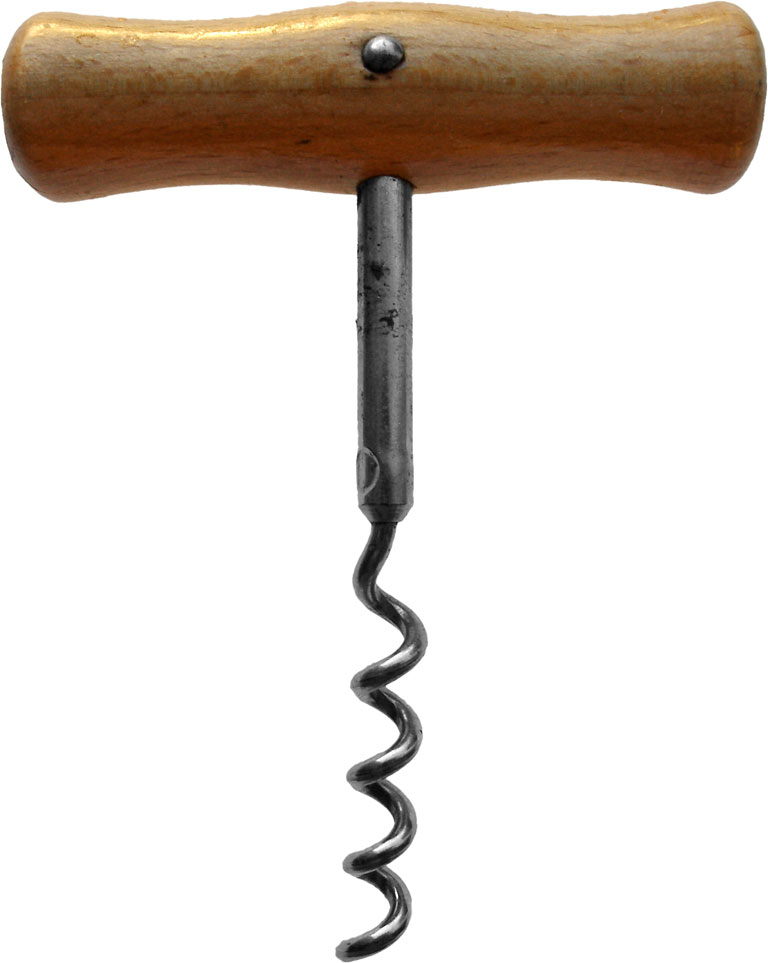
扭轉拔塞鑽的把柄會促使粗鐵絲因螺轉運動鑽入木塞。

有些應用螺旋機制的機械，並不一定具有桿軸或螺紋。例如，阿基米德式螺旋抽水機是一種水泵，藉著螺旋曲面繞著旋轉軸做旋轉運動，將水從低處傳往高處，拔塞鑽是一條端點尖銳的螺旋形狀粗鐵絲，扭轉其把柄會促使粗鐵絲因螺轉運動鑽入酒瓶的木塞蓋。
應用螺旋機制，螺紋緊固器將兩個物件緊固在一起。例如，容器的螺旋蓋、虎鉗、螺旋千斤頂、螺旋壓榨機等等。

## 歷史

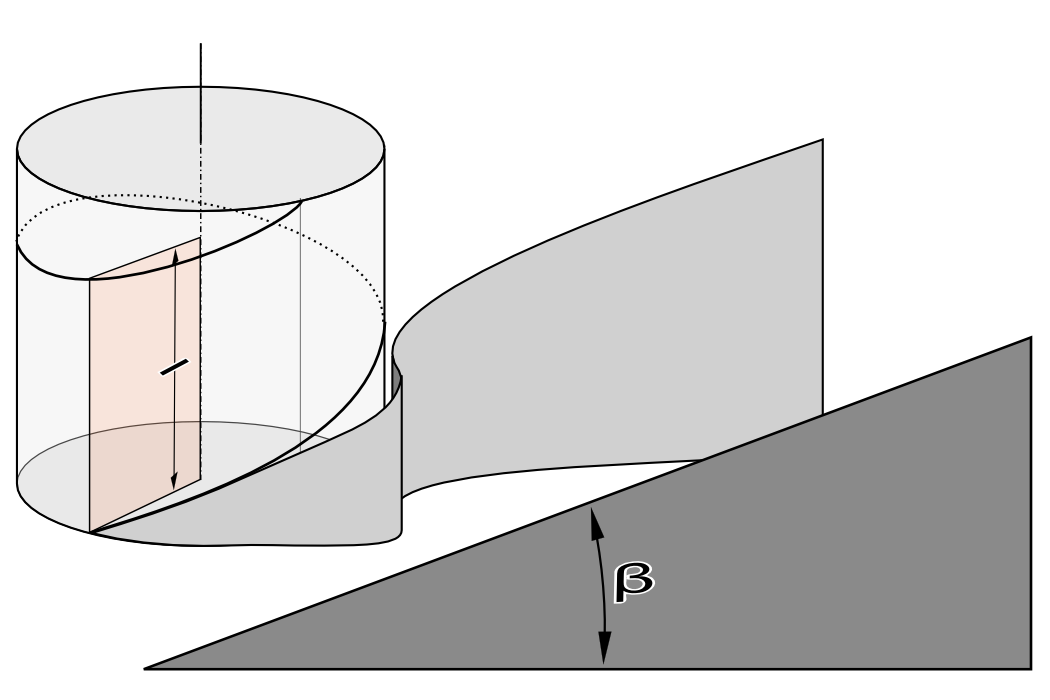
希罗定義螺旋為一種圍繞著圓柱的斜面形成的簡單機械。

螺旋是六種簡單機械之中最晚發明的一種。螺旋最早出現於古希臘時期。歷史學者認為阿基米德或塔蘭托的阿基塔斯（428 - 347 BC）可能是螺旋的發明者。，大約在西元前1世紀或2世紀，古希臘人已經在使用螺旋壓榨機。，歷史學者歸功阿基米德大約西元前234年發明了阿基米德式螺旋抽水機，雖然有證據顯示這機械可能是從埃及流傳過來的。阿基米德開啟研究螺旋的運動學。亞歷山卓的希羅（西元10－70年）定義螺旋為一種圍繞著圓柱的斜面形成的簡單機械，並且描述製造與使用的方法，以及使用螺絲攻切削螺母的內螺紋的方法。
1400年左右，人們想出了應用螺旋機制於挖掘與傳輸物質用途，這可以從歐洲油畫裏查覺──鑽孔器開始出現於這些油畫。15－16世紀，由於螺紋車床發展成功，越來越多精心設計的機械成功地被製成。
1600年，義大利物理大師伽利略在著作《論力學》裏，推導出包括螺旋在內的簡單機械的動力理論。

## 螺旋特点
与其他的回转运动区别特点为以下部分：
- 结构简单，仅需内外螺纹组成螺旋副；
- 降速比重大，可以实现微调与大幅度调整的迅速切换；
- 省力，主动件不大的力可以在从动件上实现很大的推力；
- 工作连续平稳，无噪声。

## 螺距與導程

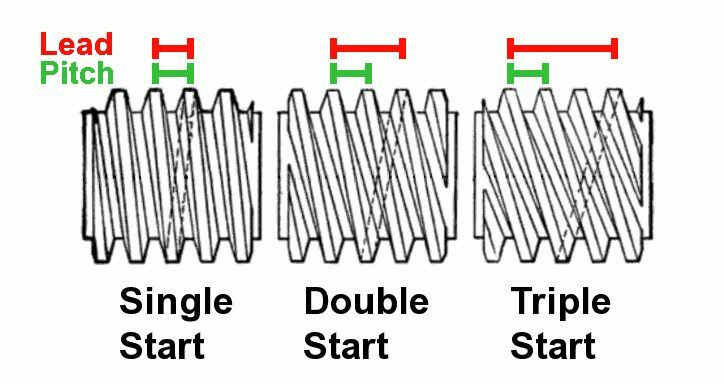
「單紋螺旋」的螺距與導程相等，「雙紋螺旋」的導程是螺距的兩倍，「三紋螺旋」的導程是螺距的三倍。

按照螺牙的大小，螺紋可以分為「粗牙螺紋」與「細牙螺紋」，這是由兩個密切相關數量來定義：
- 「導程」定義為螺旋旋轉一週的直線距離。導程決定螺旋的機械利益；導程越小，則機械利益越大。[13]
- 「螺距」定義為鄰近兩條螺紋之間的軸向距離。

「單紋螺旋」的螺距與導程相等，單紋螺旋的螺桿只具有單獨一條螺旋線圍繞在桿軸外面。「多紋螺旋」的螺距與導程不相等，多紋螺旋具有多條的螺旋線圍繞在桿軸外面。對於這些螺旋，導程等於螺距乘以螺旋線數量。當要求較長的導程時，通常會使用多紋螺旋。例如，瓶子的瓶蓋。

## 旋轉方向
螺旋的螺紋，按照螺旋線方向，可以朝著兩種方向旋轉。大多數螺旋的螺紋遵守順時針方向，從螺旋的任意一端朝軸桿看去，假若將螺旋以順時針方向旋轉，則右旋螺旋會移動離開觀看者。「右旋螺旋」遵守右手定則：將右手手指朝著旋轉方向握緊桿軸，伸直大拇指，則大拇指會指向桿軸直線移動的方向。反之，「左旋螺旋」遵守反時針方向，從螺旋的任意一端朝軸桿看去，假若將螺旋以反時針方向旋轉，則左旋螺旋會移動離開觀看者。左旋螺旋遵守左手定則。將左手手指朝著旋轉方向握緊桿軸，伸直大拇指，則大拇指會指向桿軸直線移動的方向。
對於右撇子而言，使用螺絲起子來扭緊右旋螺旋比扭緊左旋螺旋容易，因為這動作使用的是施力較大的旋後肌，而不是具有施力較小的旋前肌。由於大多數人是右撇子，螺紋緊固器標準規定螺紋為右旋螺紋。
左旋螺紋常用於以下案例：
- 當桿軸的旋轉會因為微動誘導進動造成一般右旋螺帽變鬆，而不會變緊。例如，緊固左踏板於腳踏車、緊固鋸片於圓鋸、緊固砂輪於桌上型砂輪機的螺旋都是左旋螺旋。[14]
- 有些器件的兩端都有螺紋，例如鬆緊螺旋扣、可移式管段，這些器件具有一個右旋螺紋與一個左旋螺紋，旋轉器件可以將兩端的螺紋同時轉緊或轉鬆。
- 為了防止宵小份子順手牽羊偷竊燈泡回家使用，鐵道站或地鐵等等公共設施會使用左旋燈泡。[14]
- 按照傳統習俗，棺材的棺蓋是使用左旋螺釘來緊固。[14]

## 用途

螺旋輸送機倚靠附著在旋轉軸外表的螺旋曲面的旋轉機制來移動散裝物料。

- 應用螺旋的自鎖性質（稍後會有詳細解釋），螺紋緊固器使用螺旋來緊固幾個物體在一起。例如，木螺釘，板金釘、螺栓與螺帽等等。
- 自鎖性質是螺旋在很多應用方面的關鍵性質。例如，螺旋蓋、虎鉗、C形夾、螺旋千斤頂等等。
- 螺旋可以用為機械裏的传动組，传输功率或精确运动。例如蝸輪、導螺桿、滾珠螺桿等等。由於效率較低，后两者很少用來傳輸高功率，比較常見於低功率、間歇性但要求高精度的用法，例如位置執行器。车床的丝杠即属此类。
- 將螺旋曲面繞著旋轉軸做旋轉運動來移動物料，例如，阿基米德式螺旋抽水機、螺旋鑽、螺旋輸送機。
- 使用精密校準螺旋，測微器可以準確地測量長度。
- 火器的膛线是一段很长的螺旋，用于迫使从其中射出的弹头自转而稳定其弹道。这里螺旋的导程称为缠距，或写成 1:x（x 为导程）的形式。

## 移動距離
假設將螺桿旋轉{\displaystyle \alpha }角度，則桿軸直線移動的路徑長度{\displaystyle d}為
{\displaystyle d=\ell \ {\frac {\alpha }{360^{\circ }}}}；
其中，{\displaystyle \ell }是螺旋的導程。
簡單機械的「距離比例」定義為施力與負載之間移動路徑長度的比例。對於螺旋，計算在桿軸邊緣的一點P移動的曲線路徑長度{\displaystyle d_{in}}與桿軸直線移動的路徑長度{\displaystyle d_{out}}，距離比例等於這兩個數值之間的比例。假設桿軸的半徑為{\displaystyle r}，旋轉一週，點P移動了曲線路徑長度{\displaystyle 2\pi r}，而桿軸直線移動的路徑長度是導程{\displaystyle \ell }。所以，距離比例為
{\displaystyle {\mbox{distance ratio}}\equiv {\frac {d_{in}}{d_{out}}}={\frac {2\pi r}{\ell }}}。

## 無摩擦力機械利益
機械利益定義為輸出力與輸入力之間的比例。對於螺旋，計算桿軸作用於負載的軸向輸出力{\displaystyle F_{out}}與作用於桿軸邊緣、促使桿軸轉動地旋轉輸入力{\displaystyle F_{in}}，機械利益等於這兩個力之間的比例。忽略摩擦力，機械利益等於距離比例：
{\displaystyle \mathrm {MA} \equiv {\frac {F_{out}}{F_{in}}}={\frac {2\pi r}{\ell }}}。
從這方程式可以觀察出，螺旋的機械利益與導程{\displaystyle l}有關。導程越小，機械利益越大，給定輸入力，螺旋輸出的力越大。
大多數實際螺旋機械必需將摩擦納入考量，這些螺旋機械的機械利益小於前述方程式計算出的數值。

### 力矩形式
實際而言，作用於桿軸邊緣的旋轉力是一種力矩{\displaystyle \tau _{in}=F_{in}r}。因此，轉動桿軸所需要的輸入力與施力點離桿軸中心線的垂直距離有關；施力點離開中心線越遠，需要的輸入力越小。通常，這輸入力不是如同前面所述地施加於桿軸邊緣，而是使用某種形式的槓桿，例如，使用板手可以很容易地轉動螺栓。對於這案例，以力矩形式表達，機械利益為
{\displaystyle {\frac {F_{out}}{\tau _{in}}}={\frac {2\pi }{\ell }}}；
其中，{\displaystyle \ell }是施力臂。

## 實際機械利益與機械效率

模擬動畫顯示出螺旋的運作。當螺旋桿軸旋轉時，螺母沿著桿軸呈直線移動。這種螺旋稱為導螺桿。

由於在螺紋與螺紋之間，有大面積的滑動接觸面，螺旋機械通常會遭到摩擦能量損耗。甚至經過潤滑後的螺旋千斤頂也只能達到15%－20%機械效率，其它的轉動所做的功都損耗在摩擦效應。假若將摩擦納入考量，則機械利益與螺旋的機械效率有關。機械效率{\displaystyle \eta }是一種無單位數值，在0與1之間，定義為輸出功與輸入功之間的比例：
{\displaystyle \eta \ {\stackrel {def}{=}}\ W_{out}/W_{in}}。
按照能量守恆，移動負載所做的功{\displaystyle W_{out}=F_{in}r}與因為摩擦損耗的功{\displaystyle W_{fric}}，這兩種功的代數和等於輸入力對於螺旋所做的功{\displaystyle W_{in}}：
{\displaystyle W_{in}=W_{out}+W_{fric}}。
功定義為作用力乘以移動距離：
{\displaystyle W_{in}=F_{in}d_{in}}、
{\displaystyle W_{out}=F_{out}d_{out}}。
所以，機械利益為
{\displaystyle MA={\frac {F_{out}}{F_{in}}}=\eta {\frac {d_{in}}{d_{out}}}}。
實際螺旋的機械利益低於理想、無磨擦螺旋，因子為機械效率{\displaystyle \eta }。在動力機械裏，由於螺旋的機械效率較低，不常被用為傳輸大量功率的連桿組（導螺桿是一個例外），比較常用為間歇性運作的定位器。

## 自鎖性質
由於在螺紋與螺紋之間，有大面積的滑動接觸面，大多數螺旋機械會具有「自鎖性質」──施加力矩於桿軸會促使桿軸旋轉，但是逆反過來，對著軸桿施加軸向負載力，並不會促使螺桿逆旋轉。這性質與其它一些簡單機械明顯不同，那些簡單機械不具自鎖性質，假若負載力足夠大，則那些簡單機械會朝逆反方向運動，那些簡單機械可以雙向運作。例如，槓桿就是一種可以雙向運作的機械；假若作用於抗力點的負載力過大，則槓桿會朝逆反方向運動，做功於施力（施力會做負功）。大多數螺旋機械都設計為具有自鎖性質，假若沒有力矩作用於桿軸，則會停止不動。但是，有些螺距較長、潤滑良善的螺旋機械不具有自鎖性。

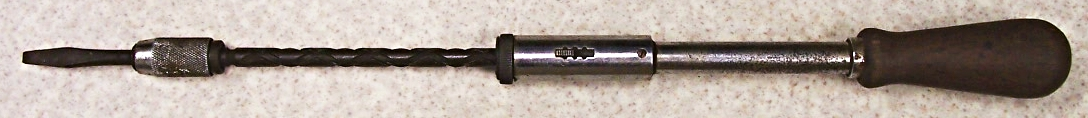
手推式螺絲起子是少數幾種以逆反方式使用螺旋機制的工具，將直線運動變換為旋轉運動。這工具的螺旋線型螺紋具有很大的螺距。將螺絲起子的尖端對入螺絲釘的頂部凹坑，朝著螺絲釘方向施加壓力，軸桿會旋轉，從而扭轉螺絲釘。

少數幾種螺旋機械，例如手推式螺絲起子（一種靠人力為動力來源的鑽孔器），以逆反方式使用螺旋。假設，對著軸桿施加軸向負載力，則螺桿會旋轉。
由於具有這種自鎖性質，像木螺釘，板金釘、螺栓與螺帽等等螺旋緊固器的用途很廣泛。將緊固器用力扭轉緊固，可以施加壓縮力於兩個被緊固的物件，而對於這兩個物件施加的作用力很難將緊固器轉鬆。這性質也是螺旋蓋、虎鉗、C形夾、螺旋千斤頂等等機械的運作原理。施力扭轉千斤頂的桿軸可以升高重物，但當不再施力後，桿軸會停滯於同樣的高度。
螺旋具有自鎖性質若且唯若機械效率{\displaystyle \eta }低於50%：
{\displaystyle \eta ={\frac {F_{out}/F_{in}}{d_{in}/d_{out}}}={\frac {F_{out}}{F_{in}}}{\frac {l}{2\pi r}}<0.50}。
螺旋是否具有自鎖性質與螺紋的螺角和摩擦係數有關；假設潤滑良善、低摩擦的螺紋具有足夠大的螺角，則這螺旋機械可能會朝逆反方向運動。